# Procontarinia biharana
Procontarinia biharana är en tvåvingeart som beskrevs av Gagne 2004. Procontarinia biharana ingår i släktet Procontarinia och familjen gallmyggor. Inga underarter finns listade i Catalogue of Life.